# Nesvačily
Nesvačily – wieś i gmina w Czechach, w powiecie Beroun, w kraju środkowoczeskim. Według danych z dnia 1 stycznia 2014 liczyła 147 mieszkańców.
We wsi jest przystanek kolejowy Nesvačily.